# Route Adélie de Vitré 2019
La Route Adélie de Vitré 2019, ventiquattresima edizione della corsa e valevole come evento dell'UCI Europe Tour 2019 categoria 1.1, si svolse il 5 aprile 2019 su un percorso di 197,8 km, con partenza e arrivo a Vitré, in Francia. La vittoria fu appannaggio del francese Marc Sarreau, il quale completò il percorso in 4h52'43", alla media di 40,544 km/h, precedendo l'olandese Bram Welten e il connazionale Clément Venturini. 
Sul traguardo di Vitré 104 ciclisti, su 130 partenti, portarono a termine la competizione.

## Squadre e corridori partecipanti
| N.    | Cod. | Squadra                     |
| ----- | ---- | --------------------------- |
| 1-7   | VCB  | Vital Concept-B&B Hotels    |
| 11-17 | ALM  | AG2R La Mondiale            |
| 21-27 | ANS  | Androni Giocattoli-Sidermec |
| 31-37 | GFC  | Groupama-FDJ                |
| 41-47 | MZN  | Manzana Postobón Team       |
| 51-57 | TDE  | Direct Énergie              |
| 61-66 | ICA  | Israel Cycling Academy      |
| 71-76 | COF  | Cofidis, Solutions Crédits  |
| 81-86 | CJR  | Caja Rural-Seguros RGA      |
| 91-97 | PCB  | Team Arkéa-Samsic           |

| N.      | Cod. | Squadra                         |
| ------- | ---- | ------------------------------- |
| 101-107 | EUS  | Euskadi Basque Country-Murias   |
| 111-117 | DMP  | Delko Marseille Provence        |
| 121-127 | WVA  | Wallonie Bruxelles              |
| 131-137 | AUB  | St Michel-Auber 93              |
| 141-147 | VBG  | Team Vorarlberg Santic          |
| 151-157 | NRL  | Natura4Ever-Roubaix-Lille Métr. |
| 161-167 | LKH  | Team Lotto-Kern Haus            |
| 171-177 | SRA  | Swiss Racing Academy            |
| 181-187 | RLY  | Rally UHC Cycling               |

## Ordine d'arrivo (Top 10)
| Pos. | Corridore         | Squadra     | Tempo    |
| ---- | ----------------- | ----------- | -------- |
| 1    | Marc Sarreau      | Groupama    | 4h52'43" |
| 2    | Bram Welten       | Arkéa       | s.t.     |
| 3    | Clément Venturini | AG2R        | s.t.     |
| 4    | Nelson Soto       | Caja Rural  | a 1"     |
| 5    | Eduard Grosu      | Delko Mar.  | s.t.     |
| 6    | Pierre Barbier    | Natura4Ever | a 3"     |
| 7    | Lionel Taminiaux  | Wallonie    | s.t.     |
| 8    | Thomas Boudat     | Direct      | s.t.     |
| 9    | Romain Feillu     | Auber 93    | s.t.     |
| 10   | Julien Simon      | Cofidis     | s.t.     |